# Río Sixaola
Río Sixaola är ett vattendrag i Costa Rica, på gränsen till Panama. Det ligger i den östra delen av landet, 170 km öster om huvudstaden San José.